# Parafia św. Bazylego w Telidzie
Parafia św. Bazylego w Telidzie – prawosławna parafia w Telidzie. Jedna z 10 parafii tworzących dekanat misyjny Anchorage diecezji Alaski Kościoła Prawosławnego w Ameryce.